# Atosiban
Atosiban (tên thương mại Tractocile, Antocin, Atosiban SUN) là một chất ức chế hormone oxytocin và vasopressin. Nó được sử dụng như một loại thuốc tiêm tĩnh mạch như một chất ức chế chuyển dạ (tocolytic) để ngăn chặn chuyển dạ sớm. Nó được phát triển bởi Ferring Pharmaceuticals ở Thụy Điển và lần đầu tiên được báo cáo trong tài liệu vào năm 1985. Ban đầu được đưa ra thị trường bởi Ferring Pharmaceuticals, nó được cấp phép dưới dạng độc quyền và chung chung cho việc trì hoãn sinh non sắp xảy ra ở phụ nữ trưởng thành mang thai. Ở Ấn Độ, nó được bán dưới tên thương hiệu Tosiban bởi Zuventus Healthcare Ltd.

## Cơ chế hoạt động
Atosiban là một chất tương tự nonapeptide, desamino-oxytocin và là chất đối kháng thụ thể vasopressin/oxytocin (VOTra). Atosiban ức chế sự phóng thích qua trung gian oxytocin của inositol trisphosphate từ màng tế bào nội mạc tử cung. Kết quả là, giảm giải phóng nội bào, lưu trữ calci từ mạng lưới sarcoplasmic của tế bào nội mạc tử cung và giảm dòng Ca 2+ từ không gian ngoại bào thông qua các kênh có điện thế. Ngoài ra, atosiban ngăn chặn sự giải phóng PGE và PGF qua trung gian oxytocin từ decidua.
Trong chuyển dạ sinh non của con người, atosiban, với liều lượng khuyến cáo, đối kháng co bóp tử cung và gây ra sự co thắt tử cung. Sự khởi đầu của việc thư giãn tử cung sau atosiban là nhanh chóng, các cơn co tử cung giảm đáng kể trong vòng 10 phút để đạt được sự ổn định tử cung ổn định.

## Chỉ định

### Sinh non
Atosiban được chỉ định để trì hoãn sinh non sắp xảy ra ở phụ nữ mang thai trưởng thành với:
- co bóp tử cung thường xuyên trong thời gian ít nhất 30 giây với tốc độ ≥4 mỗi 30 phút
- giãn cổ tử cung từ 1 đến 3   cm (0 Tiếng3 cho nullipara) và tỷ lệ 50%
- tuổi thai từ 24 đến 33 tuần hoàn thành
- nhịp tim thai bình thường

### Công dụng khác

#### Sử dụng Atosiban sau khi hỗ trợ sinh sản
Atosiban rất hữu ích trong việc cải thiện kết quả mang thai của thụ tinh trong ống nghiệm - chuyển phôi (IVF-ET) ở những bệnh nhân bị thất bại cấy ghép nhiều lần. Tỷ lệ mang thai được cải thiện từ 0 đến 43,7%.
Chảy máu trong tam cá nguyệt thứ nhất và thứ hai phổ biến hơn ở ART so với các trường hợp mang thai tự phát. Từ năm 2004 đến 2010, 33 trường hợp mang thai ba tháng đầu bị chảy máu âm đạo sau điều trị ARV với các cơn co tử cung rõ rệt, khi sử dụng atosiban và/hoặc ritodrine, không có sinh non xảy ra trước 30 tuần.
Trong một phân tích tổng hợp gần đây, nifedipine vượt trội hơn so với chất chủ vận thụ thể β2 adrenergic và magiê sulfat để giảm phân ở phụ nữ sinh non (20 mật36 tuần), nhưng nó đã được chỉ định cho thai kỳ loại C bởi Thực phẩm Hoa Kỳ và Quản lý dược, vì vậy không được khuyến cáo trước 20 tuần, hoặc trong ba tháng đầu. Các báo cáo gần đây ủng hộ việc sử dụng atosiban, ngay cả khi mang thai rất sớm, để giảm tần suất các cơn co tử cung để tăng cường sự thành công của thai kỳ.

## Cảnh giác dược
Sau sự ra mắt của Atosiban vào năm 2000, mức độ phơi nhiễm bệnh nhân tích lũy được tính toán với Atosiban (tháng 1 năm 2000 đến tháng 12 năm 2005) được ước tính là 156.468 chu kỳ điều trị. Cho đến nay, giám sát thường xuyên về an toàn thuốc đã tiết lộ không có vấn đề an toàn lớn.

## Các vấn đề pháp lý
Atosiban đã được phê duyệt tại Liên minh châu Âu vào tháng 1 năm 2000 và ra mắt tại Liên minh châu Âu vào tháng 4 năm 2000. Tính đến tháng 6 năm 2007, atosiban được chấp thuận ở 67 quốc gia, ngoại trừ Hoa Kỳ và Nhật Bản. Điều này được hiểu rằng Ferring không mong đợi tìm kiếm sự chấp thuận cho atosiban ở Hoa Kỳ hoặc Nhật Bản, thay vào đó tập trung vào phát triển các hợp chất mới để sử dụng trong Lao động sinh non tự phát. Thực tế là Tractocile® (atosiban) chỉ có một thời gian ngắn trước khi hết bằng sáng chế mà công ty dược phẩm mẹ quyết định không theo đuổi việc cấp phép tại Hoa Kỳ.

## Đánh giá có hệ thống
Trong một tổng quan hệ thống về atosiban về giảm co trong chuyển dạ sinh non, sáu nghiên cứu lâm sàng - hai so sánh atosiban với giả dược và bốn atosiban với on chất chủ vận β - cho thấy sự gia tăng đáng kể tỷ lệ phụ nữ không được điều trị trong 48 giờ ở phụ nữ dùng atosiban. Khi so sánh với chất chủ vận, atosiban đã tăng tỷ lệ phụ nữ không được điều trị trong 48 giờ và an toàn hơn so với chất chủ vận. Do đó, chất đối kháng oxytocin dường như có hiệu quả và an toàn cho việc giảm co trong chuyển dạ sinh non.
Một đánh giá có hệ thống năm 2014 của Hợp tác Cochrane cho thấy rằng atosiban có ít tác dụng phụ hơn so với các thuốc thay thế (như ritodrine), các thuốc chẹn beta khác và thuốc đối kháng kênh calci, nhưng không tốt hơn giả dược trong các kết cục chính là kéo dài thai kỳ hoặc kết quả sơ sinh. Việc phát hiện sự gia tăng tử vong ở trẻ sơ sinh trong một thử nghiệm do giả dược kiểm soát thận trọng. Nghiên cứu thêm được khuyến khích.

### Các thử nghiệm lâm sàng

#### Atosiban so với nifedipine
Gần đây đã công bố một nghiên cứu hồi cứu (Saleh SS. Et al., 2013) so sánh hiệu quả và độ an toàn của atosiban và nifedipine trong việc ức chế chuyển dạ sinh non kết luận rằng atosiban và nifedipine có hiệu quả trong việc trì hoãn sinh con từ 7 ngày trở lên ở phụ nữ sinh non lao động. Tổng cộng có 68,3% phụ nữ trong nhóm atosiban vẫn chưa được sinh con sau 7 ngày trở lên, so với 64,7% ở nhóm nifedipine. Chúng có cùng hiệu quả và tác dụng phụ nhỏ liên quan. Tuy nhiên, đỏ bừng mặt, đánh trống ngực và hạ huyết áp cao hơn đáng kể trong nhóm nifedipine.
Một thử nghiệm lâm sàng (Salim R et al., 2012) so với hiệu quả giảm co và dung nạp atosiban với nifedipine. Bốn mươi tám (68,6%) phụ nữ được phân bổ cho atosiban và 39 (52%) cho nifedipine đã không giao hàng và không yêu cầu một tác nhân thay thế sau 48 giờ, tương ứng (p = 0,03). Atosiban có ít thất bại hơn trong vòng 48 giờ. Nifedipine có thể được kết hợp với việc hoãn giao hàng lâu hơn.
Một nghiên cứu ngẫu nhiên có kiểm soát (de Heus R. et al., 2009) lần đầu tiên đã chứng minh tác dụng trực tiếp của atosiban đối với chuyển động của thai nhi, nhịp tim và lưu lượng máu. Tephysis với atosiban hoặc nifedipine kết hợp với chính quyền betamethasone không có tác dụng phụ trực tiếp đến thai nhi.

#### Atosiban so với ritodrine
Thử nghiệm đa trung tâm, có kiểm soát atosiban so với ritodrine ở 128 phụ nữ cho thấy hiệu quả giảm co tốt hơn đáng kể sau 7 ngày ở nhóm atosiban so với nhóm ritodrine (60,3 so với 34,9%), nhưng không phải là 48 giờ (68,3 so với 58,7%). Các tác dụng phụ của mẹ được báo cáo ít thường xuyên hơn ở nhóm atosiban (7,9 so với 70,8%), dẫn đến việc chấm dứt thuốc sớm hơn do tác dụng phụ (0 so với 20%). Do đó, atosiban vượt trội hơn ritodrine trong điều trị sinh non.